# Інтегральний коефіцієнт використання фонду свердловин
Інтегральний коефіцієнт використання фонду свердловин (рос. интегральный коэффициент использования фонда скважин; англ. integral factor of well stock utilization rate; нім. integraler Ausnutzungsfaktor m des Bohrlochfonds) — при нафто- і газовидобуванні — узагальнений показник використання фонду свердловин у часі і за дебітністю, який визначається як добуток коефіцієнта експлуатації свердловин ke й коефіцієнта інтенсивного використання свердловин ki:
kінтеґр = ke ki .
Коефіцієнт експлуатації (Ке) — відношення сумарного часу експлуатації свердловини (діб) до загального календарного часу, протягом якого оцінюється цей коефіцієнт (наприклад, місяць, рік). Коефіцієнт експлуатації фонду свердловин досягає 0,97 — 0,98.
Коефіцієнт інтенсивного використання устаткування (машин) характеризує рівень використання машин і устаткування за потужністю.